# Antiplanes willetti
Antiplanes willetti är en snäckart som beskrevs av S. S. Berry 1953. Antiplanes willetti ingår i släktet Antiplanes och familjen Turridae. Inga underarter finns listade i Catalogue of Life.